# 郑信衣冠墓
郑信衣冠墓，即郑王墓，為暹羅國王鄭昭（鄭信）的衣冠冢，位于中国广东省汕头市澄海区广益街道华富居委，现为澄海区文物保护单位，类型为古墓葬，公布时间为1984年12月5日。
郑信衣冠墓的历史年代为清代。